# José Isbert
José Ysbert Alvarruiz, més conegut amb el nom artístic de José Isbert o Pepe Isbert, (Tarazona de la Mancha, 3 de març de 1886 – Madrid, 28 de novembre de 1966), va ser un actor de cinema espanyol, pare de la també actriu María Isbert.

## Filmografia
- 1936. El bailarín y el trabajador
- 1941. "Alma de Dios"
- 1942. Aventura
- 1943. Orosia
- 1944. La vida empieza a medianoche
- 1944. Ella, él y sus millones
- 1949. La familia Vila, d'Ignasi Ferrés i Iquino
- 1949. Pacto de silencio
- 1950. Séptima página
- 1950. El capitán Veneno
- 1951. Lola la Piconera
- 1951. Ronda española
- 1952. Cerca de la ciudad
- 1953. Aeropuerto
- 1953. Bienvenido, Mister Marshall, de Luis García Berlanga
- 1953. Así es Madrid
- 1954. Un caballero andaluz
- 1954. Aventuras del barbero de Sevilla
- 1955. Historias de la radio, de José Luis Sáenz de Heredia
- 1956. Fulano y Mengano
- 1956. Manolo, guardia urbano
- 1957. Lo que cuesta vivir
- 1957. Los ángeles del volante, d'Ignasi F. Iquino
- 1957. Los jueves, milagro, de Luis García Berlanga
- 1958. Despedida de soltero
- 1959. Vida sin risas
- 1959. Don José, Pepe y Pepito
- 1960. Don Lucio y el hermano Pío
- 1960. El cochecito
- 1961. Margarita se llama mi amor
- 1962. Los dinamiteros
- 1962. El sol en el espejo
- 1962. Cuando estalló la Paz
- 1962. La gran familia
- 1962. Sabían demasiado
- 1963. El verdugo, de Luis García Berlanga